# Trididemnum granosum
Trididemnum granosum är en sjöpungsart som först beskrevs av Sluiter 1909.  Trididemnum granosum ingår i släktet Trididemnum och familjen Didemnidae. Inga underarter finns listade i Catalogue of Life.